# Friedrich Hochbaum
Friedrich Hochbaum (7 de agosto de 1894 - 28 de janeiro de 1955) foi um oficial alemão que serviu no Deutsches Heer durante a Segunda Guerra Mundial. Foi condecorado com a Cruz de Cavaleiro da Cruz de Ferro com Folhas de Carvalho.

## Condecorações
| Nome                                                             | Data                                          |
| ---------------------------------------------------------------- | --------------------------------------------- |
| Cruz de Ferro (1939) 2ª Classe                                   | 10 de outubro de 1914                         |
| Cruz de Ferro (1939) 1ª Classe                                   | 5 de agosto de 1916                           |
| Distintivo de Feridos (1914) em Preto                            |                                               |
| Cruz de Honra da Guerra Mundial 1914/1918                        |                                               |
| Cruz de Ferro (1939) 2ª Classe                                   | 3 de julho de 1941                            |
| Cruz de Ferro (1939) 1ª Classe                                   | 21 de agosto de 1941                          |
| Medalha da Frente Oriental                                       |                                               |
| Distintivo da infantaria de assalto                              |                                               |
| Cruz Germânica em Ouro                                           | 25 de abril de 1942                           |
| Cruz de Cavaleiro da Cruz de Ferro                               | 22 de agosto de 1943                          |
| Cruz de Cavaleiro da Cruz de Ferro com Folhas de Carvalho nº 486 | 4 de junho de 1944                            |
| Mencionado duas vezes na Wehrmachtbericht                        | 14 de fevereiro de 1944 e 12 de março de 1944 |